# Ambasadorowie Chin w Mongolii
Chińska Republika Ludowa posiada swojego przedstawiciela w randze ambasadora w Mongolii od 1950 roku.
| L.p. | Ambasador     | Okres pełnienia funkcji          |
| ---- | ------------- | -------------------------------- |
| 1.   | Ji Yatai      | lipiec 1950 – lipiec 1953        |
| 2.   | He Ying       | wrzesień 1954 – sierpień 1958    |
| 3.   | Xie Pusheng   | wrzesień 1958 – sierpień 1963    |
| 4.   | Zhang Canming | wrzesień 1963 – styczeń 1967     |
| 5.   | Xu Wenyi      | sierpień 1971 – luty 1974        |
| 6.   | Zhang Weilie  | październik 1974 – kwiecień 1978 |
| 7.   | Meng Ying     | sierpień 1978 – lipiec 1983      |
| 8.   | Li Juqing     | listopad 1983 – czerwiec 1989    |
| 9.   | Zhang Delin   | sierpień 1989 – luty 1993        |
| 10.  | Pei Jiayi     | marzec 1993 – sierpień 1996      |
| 11.  | Qi Zhijia     | wrzesień 1996 – sierpień 1999    |
| 12.  | Huang Jiakui  | wrzesień 1999 – październik 2003 |
| 13.  | Gao Shumao    | listopad 2003 – lipiec 2007      |
| 14.  | Yu Hongyao    | sierpień 2007 – styczeń 2011     |
| 15.  | Wang Xiaolong | od lutego 2011                   |